# 林普菲施峰
林普菲施峰 （德語：Rimpfischhorn；4,199 m）是彭尼内山的一座山峰。
该山峰的首次登頂由莱斯利·斯蒂芬和Robert Living与Melchior Anderegg和Johann Zumtaugwald在1859年9月9日完成。他们的登顶路线是从Fluh Alp通过Rimpfischwänge。